# Cydia chlorostola
Cydia chlorostola là một loài bướm đêm thuộc họ Tortricidae. Nó là loài đặc hữu của Oahu.
Nó được tìm thấy ở a single female và is có thể extinct.